# Molt soroll per no res (pel·lícula de 2012)
Molt soroll per no res (títol original en anglès, Much Ado About Nothing) és una pel·lícula de comèdia romàntica estatunidenca del 2012 escrita, produïda, dirigida, editada i composta per Joss Whedon, basada en l'obra homònima de William Shakespeare. La pel·lícula és protagonitzada per Amy Acker, Alexis Denisof, Nathan Fillion, Clark Gregg, Reed Diamond, Fran Kranz, Sean Maher, Jillian Morgese, Spencer Treat Clark, Riki Lindhome, Ashley Johnson, Tom Lenk i Romy Rosemont. S'ha doblat al català.
Per crear la pel·lícula, el director Whedon va fundar l'estudi de producció Bellwether Pictures. La pel·lícula es va estrenar al Festival Internacional de Cinema de Toronto de 2012 i es va estrenar als cinemes dels Estats Units el 21 de juny de 2013.